# Vila Nova de Gaia
Vila Nova de Gaia és una ciutat de Portugal, situada al nord (en front de Porto), amb prop de 273.100 habitants. La ciutat es troba al marge esquerre del riu Duero (Douro, en portuguès) i connecta amb Porto mitjançant sis ponts, un d'ells, el de Lluís I, declarat Patrimoni Mundial (1996). A Gaia es troben els cellers on s'elabora el Vi de Porto
Està subdividit en 24 barris. El municipi limita al nord amb Porto; al nord-est, amb Gondomar; al sud, amb Santa Maria da Feira i Espinho; i a l'oest té el litoral de l'oceà Atlàntic. Té platges sorrenques com Granja, Aguda, Miramar, Valadares, etc.
També és molt coneguda pels seus cellers —localment coneguts com a "caves"— on s'emmagatzema i s'envelleix el vi de Porto, mundialment famós. Els cellers s'han convertit en una atracció turística essencial. Al voltant del vi s'ha generat un pol de difusió i interpretació anomenat WOW World of wine.
La ciutat connecta amb Porto; a l'altra banda del riu, mitjançant sis ponts A la part alta s'hi troba el monestir de Serra do Pilar, declarat Patrimoni Mundial (1996). S'hi pot accedir mitjançant un telefèric panoràmic.